# Pro Victoria Pallavolo 2015-2016
Questa voce raccoglie le informazioni riguardanti la Pro Victoria Pallavolo nelle competizioni ufficiali della stagione 2015-2016.

## Stagione

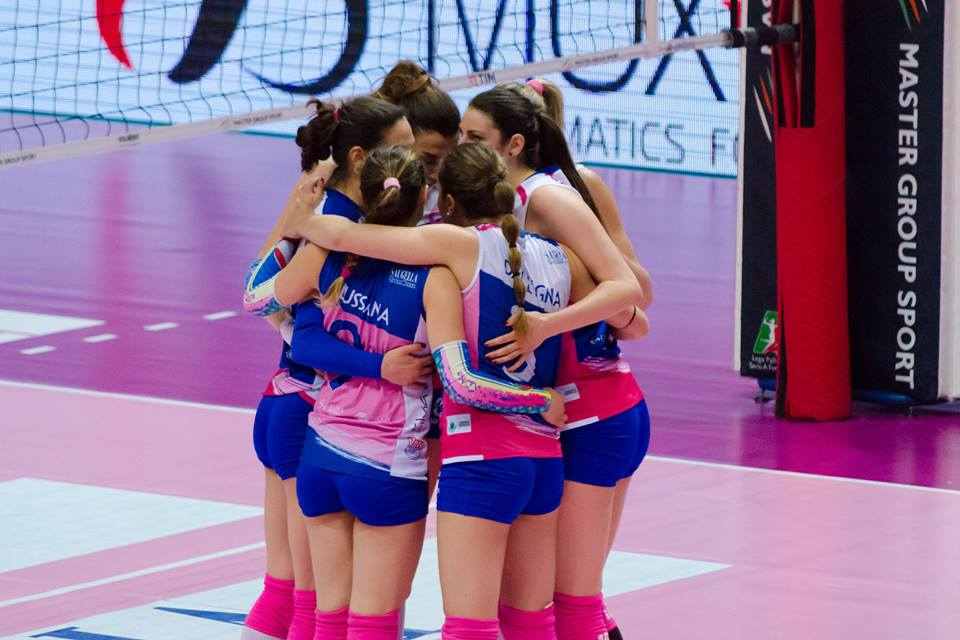
La squadra in campo

La stagione 2015-16 è per la Pro Victoria, sponsorizzata dalla Saugella, la terza consecutiva in Serie A2: viene confermato l'allenatore, Davide Dalmati, mentre la rosa è completamente cambiata con l'unica conferma di Francesca Devetag; tra gli acquisti quelli di Stefania Dall'Igna, Milica Bezarević, Sonia Candi, Valentina Zago, Silvia Lussana, Bernadett Dékány e Giorgia De Stefani, oltre a diverse giocatrice promosse dalla seconda squadra, mentre tra le cessioni quelle di Giusy Astarita, Martina Balboni, Veronica Bisconti, Tereza Matuszková, Maria Nomikou, Marika Bonetti e Benedetta Bruno.
Il campionato si apre con tre successi di fila, mentre la prima sconfitta arriva alla quarta giornata a opera della Pallavolo Hermaea; dalla quinta alla nona giornata la squadra lombarda vince tutte le partite giocate in casa e perde quelle in trasferta, per poi ottenere quattro vittorie consecutive nelle ultime quattro giornate del girone di andata, classificandosi al terzo posto e ottenendo la qualificazione per la Coppa Italia di categoria. Nelle prime sette giornate del girone di ritorno il club di Monza viene sconfitta solamente alla diciottesima giornata dal Volley Pesaro: seguono due sconfitte in casa contro la Polisportiva Filottrano Pallavolo e il Volley 2002 Forlì, per poi vincere tre gare su quattro disputate nelle ultime quattro giornate di regular season. Il terzo posto in classifica consente alla squadra di partecipare ai play-off promozione: qualificata direttamente alle semifinali, ha la meglio sul Volley Pesaro passando il turno grazie alla vittoria in gara 1 e 3, nonostante la sconfitta in gara 2; in finale la sfida è contro la Trentino Rosa: le brianzole vincono gara 1 e gara 2 ottenendo la promozione in Serie A1.
Grazie al terzo posto nel girone di andata della Serie A2 2015-16 la Pro Victoria Pallavolo partecipa alla Coppa Italia di Serie A2: supera i quarti di finale battendo per 3-1 la Polisportiva Filottrano Pallavolo, mentre nelle semifinali, dopo aver vinto la gara di andata per 3-1, perde con lo stesso punteggio quella di ritorno contro il Volley Soverato, eliminata a seguito della sconfitta al golden set.

## Organigramma societario
Area direttiva
- Presidente: Carlo Rigaldo

Area tecnica
- Allenatore: Davide Dalmati
- Allenatore in seconda: Dario Keller
- Assistente allenatore: Ezio Meledandri
- Scout man: Mirko Parigi

Area sanitaria
- Medico: Alessandra Marzari
- Preparatore atletico: Silvio Colnago
- Fisioterapista: Emilio Scuteri

## Rosa
| N° | Nome               | Ruolo | Data di nascita   | Nazionalità sportiva |
| -- | ------------------ | ----- | ----------------- | -------------------- |
| 1  | Rebecca Rimoldi    | P     | 25 maggio 1998    | Italia               |
| 3  | Stefania Dall'Igna | P     | 22 novembre 1984  | Italia               |
| 5  | Elisa Cardani      | L     | 5 maggio 1990     | Italia               |
| 7  | Francesca Devetag  | C     | 13 novembre 1986  | Italia               |
| 8  | Sonia Candi        | C     | 8 novembre 1993   | Italia               |
| 9  | Silvia Lussana     | L     | 30 ottobre 1988   | Italia               |
| 10 | Bernadett Dékány   | S     | 30 giugno 1992    | Ungheria             |
| 11 | Giulia Visintini   | S/O   | 26 novembre 1995  | Italia               |
| 12 | Alessia Mazzaro    | C     | 19 settembre 1998 | Italia               |
| 13 | Valentina Zago     | S/O   | 21 febbraio 1990  | Italia               |
| 14 | Giorgia De Stefani | S     | 27 febbraio 1991  | Italia               |
| 16 | Ludovica Montesi   | S     | 16 dicembre 1997  | Italia               |
| 17 | Milica Bezarević   | S     | 27 dicembre 1991  | Serbia               |

## Mercato
| Acquisti | Acquisti           | Acquisti          | Acquisti   |
| R.       | Nome               | da                | Modalità   |
| -------- | ------------------ | ----------------- | ---------- |
| S        | Milica Bezarević   | Trentino Rosa     | definitivo |
| C        | Sonia Candi        | Trentino Rosa     | definitivo |
| L        | Elisa Cardani      | inattiva          | definitivo |
| P        | Stefania Dall'Igna | Béziers           | definitivo |
| S        | Giorgia De Stefani | Millenium Brescia | definitivo |
| S        | Bernadett Dékány   | Libertas Aversa   | definitivo |
| L        | Silvia Lussana     | Savino Del Bene   | definitivo |
| S/O      | Giulia Visintini   | San Lazzaro       | definitivo |
| S/O      | Valentina Zago     | Le Cannet         | definitivo |

| Cessioni | Cessioni            | Cessioni             | Cessioni   |
| R.       | Nome                | a                    | Modalità   |
| -------- | ------------------- | -------------------- | ---------- |
| S        | Giusy Astarita      | Libertas Aversa      | definitivo |
| P        | Martina Balboni     | Forlì                | definitivo |
| L        | Veronica Bisconti   | Towers               | definitivo |
| S        | Marika Bonetti      | Alba                 | definitivo |
| C        | Benedetta Bruno     | Grotte di Castellana | definitivo |
| S/O      | Alice Coatti        | Vigevano             | definitivo |
| C        | Fabiola Facchinetti | VolAlto Caserta      | definitivo |
| S        | Chiara Falotico     | San Giustino         | definitivo |
| S/O      | Tereza Matuszková   | Casalmaggiore        | definitivo |
| S        | Serena Moneta       | Filottrano           | definitivo |
| S/O      | Maria Nomikou       | Panathīnaïkos        | definitivo |
| P        | Francesca Saveriano | Millenium Brescia    | definitivo |

## Risultati

### Serie A2

#### Girone di andata
| 1ª giornata - 18 ottobre 2015 Palazzetto dello Sport, Monza             | Pro Victoria    | 3 - 1 | Golem        | 25-27, 25-19, 26-24, 25-13        |
| 2ª giornata - 25 ottobre 2015 Palazzetto dello Sport, Caserta           | VolAlto Caserta | 0 - 3 | Pro Victoria | 24-26, 20-25, 17-25               |
| 3ª giornata - 1º novembre 2015 Palazzetto dello Sport, Monza            | Pro Victoria    | 3 - 1 | Cisterna     | 25-17, 25-15, 25-15               |
| 4ª giornata - 8 novembre 2015 Geopalace, Olbia                          | Hermaea         | 3 - 0 | Pro Victoria | 27-25, 25-21, 25-20               |
| 5ª giornata - 15 novembre 2015 Palazzetto dello Sport, Monza            | Pro Victoria    | 3 - 1 | Pesaro       | 25-15, 26-24, 21-25, 25-21        |
| 6ª giornata - 18 novembre 2015 Palazzetto dello Sport, Settimo Torinese | Lilliput        | 3 - 0 | Pro Victoria | 25-19, 25-21, 28-26               |
| 7ª giornata - 21 novembre 2015 Palazzetto dello Sport, Monza            | Pro Victoria    | 3 - 1 | Beng Rovigo  | 25-13, 26-28, 26-24, 25-12        |
| 8ª giornata - 29 novembre 2015 PalaBaldinelli, Osimo                    | Filottrano      | 3 - 1 | Pro Victoria | 25-20, 25-16, 27-29, 25-20        |
| 9ª giornata - 6 dicembre 2015 PalaRomiti, Forlì                         | Forlì           | 3 - 2 | Pro Victoria | 20-25, 25-13, 22-25, 25-19, 15-10 |
| 10ª giornata - 12 dicembre 2015 Palazzetto dello Sport, Monza           | Pro Victoria    | 3 - 0 | Soverato     | 25-20, 25-22, 25-15               |
| 11ª giornata - 19 dicembre 2015 PalaJacazzi, Aversa                     | Libertas Aversa | 1 - 3 | Pro Victoria | 25-22, 20-25, 23-25, 16-25        |
| 12ª giornata - 23 dicembre 2015 Palazzetto dello Sport, Monza           | Pro Victoria    | 3 - 0 | Chieri '76   | 25-18, 25-12, 25-18               |
| 13ª giornata - 17 gennaio 2016 PalaSanbapolis, Trento                   | Trentino Rosa   | 1 - 3 | Pro Victoria | 25-23, 25-27, 20-25, 20-25        |

#### Girone di ritorno
| 14ª giornata - 24 gennaio 2016 PalaSurace, Palmi               | Golem        | 2 - 3 | Pro Victoria    | 25-20, 25-23, 14-25, 18-25, 12-15 |
| 15ª giornata - 31 gennaio 2016 Palazzetto dello Sport, Monza   | Pro Victoria | 3 - 0 | VolAlto Caserta | 25-23, 25-21, 25-23               |
| 16ª giornata - 7 febbraio 2016 PalaRamadù, Cisterna di Latina  | Cisterna     | 2 - 3 | Pro Victoria    | 25-27, 15-25, 25-23, 25-21, 7-15  |
| 17ª giornata - 13 febbraio 2016 Palazzetto dello Sport, Monza  | Pro Victoria | 3 - 2 | Hermaea         | 25-22, 26-28, 25-18, 20-25, 15-13 |
| 18ª giornata - 21 febbraio 2016 PalaCampanara, Pesaro          | Pesaro       | 3 - 1 | Pro Victoria    | 25-19, 23-25, 25-23, 25-22        |
| 19ª giornata - 24 febbraio 2016 Palazzetto dello Sport, Monza  | Pro Victoria | 3 - 0 | Lilliput        | 25-19, 25-19, 25-16               |
| 20ª giornata - 28 febbraio 2016 Palazzetto dello Sport, Rovigo | Beng Rovigo  | 1 - 3 | Pro Victoria    | 14-25, 25-23, 17-25, 16-25        |
| 21ª giornata - 6 marzo 2016 Palazzetto dello Sport, Monza      | Pro Victoria | 2 - 3 | Filottrano      | 20-25, 21-25, 25-22, 25-11, 13-15 |
| 22ª giornata - 13 marzo 2016 Palazzetto dello Sport, Monza     | Pro Victoria | 0 - 3 | Forlì           | 20-25, 17-25, 19-25               |
| 23ª giornata - 26 marzo 2016 PalaScoppa, Soverato              | Soverato     | 1 - 3 | Pro Victoria    | 23-25, 23-25, 25-15, 21-25        |
| 24ª giornata - 3 aprile 2016 Palazzetto dello Sport, Monza     | Pro Victoria | 3 - 0 | Libertas Aversa | 25-18, 25-16, 25-13               |
| 25ª giornata - 6 aprile 2016 PalaMaddalene, Chieri             | Chieri '76   | 3 - 1 | Pro Victoria    | 19-25, 25-21, 28-26, 25-22        |
| 26ª giornata - 10 aprile 2016 Palazzetto dello Sport, Monza    | Pro Victoria | 3 - 0 | Trentino Rosa   | 25-19, 25-8, 25-17                |

#### Play-off promozione
| Semifinali (gara 1) - 20 aprile 2016 Palazzetto dello Sport, Monza | Pro Victoria  | 3 - 1 | Pesaro        | 22-25, 25-10, 25-17, 25-18 |
| Semifinali (gara 2) - 24 aprile 2016 PalaCampanara, Pesaro         | Pesaro        | 3 - 0 | Pro Victoria  | 25-23, 25-18, 25-22        |
| Semifinali (gara 3) - 27 aprile 2016 Palazzetto dello Sport, Monza | Pro Victoria  | 3 - 0 | Pesaro        | 25-21, 25-20, 25-20        |
| Finale (gara 1) - 1º maggio 2016 Palazzetto dello Sport, Monza     | Pro Victoria  | 3 - 1 | Trentino Rosa | 25-13, 21-25, 25-21, 25-23 |
| Finale (gara 2) - 4 maggio 2016 PalaTrento, Trento                 | Trentino Rosa | 0 - 3 | Pro Victoria  | 19-25, 23-25, 19-25        |

### Coppa Italia di Serie A2

#### Fase a eliminazione diretta
| Quarti di finale - 27 gennaio 2016 Palazzetto dello Sport, Monza    | Pro Victoria | 3 - 1 | Filottrano   | 25-16, 12-25, 25-18, 25-22                   |
| Semifinali (andata) - 3 febbraio 2016 Palazzetto dello Sport, Monza | Pro Victoria | 3 - 1 | Soverato     | 25-21, 25-20, 23-25, 28-26                   |
| Semifinali (ritorno) - 10 febbraio 2016 PalaScoppa, Soverato        | Soverato     | 3 - 1 | Pro Victoria | 25-18, 19-25, 25-15, 25-16 Golden set: 17-15 |

## Statistiche

### Statistiche di squadra
| Competizione             | Punti | In casa | In casa | In casa | In trasferta | In trasferta | In trasferta | Totale | Totale | Totale |
| Competizione             | Punti | G       | V       | P       | G            | V            | P            | G      | V      | P      |
| ------------------------ | ----- | ------- | ------- | ------- | ------------ | ------------ | ------------ | ------ | ------ | ------ |
| Serie A2                 | 53    | 16      | 14      | 2       | 15           | 8            | 7            | 31     | 22     | 9      |
| Coppa Italia di Serie A2 | -     | 2       | 2       | 0       | 1            | 0            | 1            | 3      | 2      | 1      |
| Totale                   | -     | 18      | 16      | 2       | 16           | 8            | 8            | 34     | 24     | 10     |

G = partite giocate; V = partite vinte; P = partite perse

### Statistiche dei giocatori
| Giocatore     | Serie A2 | Serie A2 | Serie A2 | Serie A2 | Serie A2 | Coppa Italia di Serie A2 | Coppa Italia di Serie A2 | Coppa Italia di Serie A2 | Coppa Italia di Serie A2 | Coppa Italia di Serie A2 | Totale | Totale | Totale | Totale | Totale |
| Giocatore     | P        | PT       | AV       | MV       | BV       | P                        | PT                       | AV                       | MV                       | BV                       | P      | PT     | AV     | MV     | BV     |
| ------------- | -------- | -------- | -------- | -------- | -------- | ------------------------ | ------------------------ | ------------------------ | ------------------------ | ------------------------ | ------ | ------ | ------ | ------ | ------ |
| M. Bezarević  | 31       | 355      | ?        | ?        | ?        | 3                        | 31                       | 26                       | 1                        | 4                        | 34     | 386    | ?      | ?      | ?      |
| S. Candi      | 29       | 246      | ?        | ?        | ?        | 3                        | 20                       | 12                       | 8                        | 0                        | 32     | 266    | ?      | ?      | ?      |
| E. Cardani    | 17       | -        | -        | -        | -        | 2                        | -                        | -                        | -                        | -                        | 19     | -      | -      | -      | -      |
| S. Dall'Igna  | 28       | 37       | ?        | ?        | ?        | 3                        | 5                        | 3                        | 1                        | 1                        | 31     | 42     | ?      | ?      | ?      |
| G. De Stefani | 21       | 110      | ?        | ?        | ?        | 3                        | 9                        | 9                        | 0                        | 0                        | 24     | 119    | ?      | ?      | ?      |
| B. Dékány     | 31       | 380      | ?        | ?        | ?        | 3                        | 28                       | 24                       | 1                        | 3                        | 34     | 408    | ?      | ?      | ?      |
| F. Devetag    | 31       | 270      | ?        | ?        | ?        | 3                        | 18                       | 9                        | 7                        | 2                        | 34     | 288    | ?      | ?      | ?      |
| S. Lussana    | 31       | -        | -        | -        | -        | 3                        | -                        | -                        | -                        | -                        | 34     | -      | -      | -      | -      |
| A. Mazzaro    | 30       | 22       | ?        | ?        | ?        | 3                        | 0                        | 0                        | 0                        | 0                        | 33     | 22     | ?      | ?      | ?      |
| L. Montesi    | 1        | 0        | 0        | 0        | 0        | 1                        | 0                        | 0                        | 0                        | 0                        | 2      | 0      | 0      | 0      | 0      |
| R. Rimoldi    | 3        | 5        | ?        | ?        | ?        | 1                        | 0                        | 0                        | 0                        | 0                        | 4      | 5      | ?      | ?      | ?      |
| G. Visintini  | 12       | 19       | ?        | ?        | ?        | 2                        | 3                        | 2                        | 0                        | 1                        | 14     | 22     | ?      | ?      | ?      |
| V. Zago       | 30       | 579      | ?        | ?        | ?        | 3                        | 63                       | 56                       | 4                        | 3                        | 33     | 642    | ?      | ?      | ?      |

P = presenze; PT = punti totali; AV = attacchi vincenti; MV = muri vincenti; BV = battute vincenti